# Nicola Stuber
Nicola Stuber est une météorologue britannique qui s'intéressent au forçage radiatif au Department of Meteorology Radiation and Climate Processes de l'Université de Reading au Royaume-Uni.
Elle a notamment publié en 2006 avec Piers Forster, Gaby Radel et Keith Shine un important article estimant qu'au Royaume-Uni, les vols de nuit ne représentent que 25 % environ du trafic, mais qu'ils seraient responsables de 60 % à 80 % du réchauffement climatique dû aux traînées de condensation de l'eau émise par les réacteurs. Cet article reçu le 3 août 2005 par le journal Nature, accepté le 5 mai 2006 et publié le 15 juin 2006 est intitulé : The importance of the diurnal and annual cycle of air traffic for contrail radiative forcing.